# Diego Sánchez Richieri
Diego Sánchez Richieri (Montevideo, 30 de julio de 1999) es un futbolista uruguayo. Juega de delantero en Albion de la Segunda División de Uruguay.

## Trayectoria
Producto de las divisiones inferiores de Defensor Sporting Club, donde llegó hasta la tercera.En enero de 2020 es anunciado como nuevo jugador de Juventud. En las temporadas siguientes juga para Colón, Central Español, Sud América.y Uruguay Montevideo, todos de su país natal.
El 1 de agosto de 2024 es anunciado como nuevo jugador de Deportes Temuco de la Primera B chilena, en lo que será su primera experiencia en el extranjero.

## Clubes
| Club               | País    | Año       |
| ------------------ | ------- | --------- |
| Juventud           | Uruguay | 2020      |
| Colón              | Uruguay | 2021      |
| Central Español    | Uruguay | 2022      |
| Sud América        | Uruguay | 2023      |
| Uruguay Montevideo | Uruguay | 2024      |
| Deportes Temuco    | Chile   | 2024      |
| Albion             | Uruguay | 2025-Act. |